# Bogliasco
Bogliasco là một đô thị ở tỉnh Genova thuộc vùng Liguria, nằm ở vị trí cách khoảng 11 km về phía đông nam của Genova. Tại thời điểm ngày 31 tháng 12 năm 2004, đô thị này có dân số 4.618 người và diện tích là 4,4 km².
Đô thị Bogliasco có các frazioni (đơn vị cấp dưới, chủ yếu là thôn làng) Poggio, S.Bernardo, và Sessarego.
Bogliasco giáp các đô thị sau: Genova, Pieve Ligure, và Sori.